# 上杉茂憲
上杉 茂憲（うえすぎ もちのり）は、江戸末期の大名、明治から大正期の日本の政治家、華族。位階勲等爵位は、正二位勲二等伯爵。
山内上杉家29代当主で、出羽国米沢藩13代（最後）藩主、同藩初代（最後）藩知事、沖縄県令、貴族院伯爵議員、侍従、錦鶏間祗候などを歴任した。

## 経歴
弘化元年（1844年）、第12代藩主・上杉斉憲の長男として米沢城で生まれた。母は於盤。幼名は龍千代。はじめ憲章といった。
弘化3年（1846年）、嗣子として指名された。傳役は樋口伊織や松本彦左衛門が勤める。万延元年（1860年）10月23日、14代将軍・徳川家茂に面謁し、家茂の偏諱を与えられて茂憲を名乗った。このとき侍従に任じられた。
慶応4年/明治元年（1868年）、戊辰戦争が勃発すると父と共に奥羽越列藩同盟に与して新政府軍と戦うものの敗れて降伏した。このとき、父が処罰として藩主の地位を退くことを余儀なくされたため、同年12月18日に家督を継いだ。また、4万石の減封となった。
藩の実権は父が掌握しており、茂憲には活躍の場がほとんど無かった。江戸や京都から長文の報告書を送り、これに斉憲が朱筆の書き込みを入れて返している。このような形で父から政治教育を受けた。
明治2年（1869年）、版籍奉還により米沢藩知事となる。旧藩士らに旧藩の囲金や上杉家の備金などから10万両余を分与。明治4年（1871年）の廃藩置県により東京に移住した。同5年（1872年）から2年間、イギリスに留学した。その後、宮内省に勤務した。
明治14年（1881年）5月には沖縄県令となる。
沖縄県令への赴任に当たって書記官として補佐したのは旧臣の池田成章で、在任中の施策には成章の具申の影響も大きい。県の現況を把握するため、当時の交通事情の中ほぼ全島を視察し、直に住民から実状を聞きとっている。視察時の記録をまとめた『上杉県令巡回日誌』は、当時の沖縄全県の世情・風俗を知る上での重要な史料である。産業発展には人材育成が要として、明治15年（1882年）に謝花昇、太田朝敷ら5人の第1回県費留学生を東京に留学させた。各学校への私費での奨学金や文具の寄付も数多い。沖縄県は旧王族、士族層の不満を抑える目的で琉球時代からの旧慣温存が政府方針となっていた 。
本島視察で、士族である地方役人の怠慢と恣意的な税徴収で私腹を肥やす姿を目の当たりにして、これを打破するため上京し上申書を提出した。政府方針に反し急進的過ぎるとして黙殺されたが、その熱意が政府高官の一部を動かし、尾崎三良が政府視察官として派遣される。東京からの帰沖時には、沖縄のために永住も覚悟して妻子を伴っていた。尾崎は、茂憲の離島視察に同行した後に帰京して報告するが、それは「上杉県令が民心を惑わしている」というものだった。こうして在職2年で県令を解任される。
離任時には1500円の私財を奨学資金として県に提供した。また、沖縄（琉球）で生まれた四女を琉と名づけている。
池田成章の回想録『過越方の記』によると、茂憲の沖縄県令内示に当って成章は岩倉具視邸に呼び出された。「廟議で上杉氏に決定したが、名家子弟で実務に慣熟しているとは思えず、一人で任せることは出来ない」と、成章の補佐を条件として認可すること、それは成章の意志に任せると言われたという。ここで、「大命が下されれば謹んで奉戴する」と答えている。維新の激動を渡りきった政府要人は、旧大名のほとんどを無能と見なしていたということでもある。それでも旧諸侯を県令に選んだのは、門地を重んじる沖縄県民の民心をふまえ、名家の権威を利用する飾りとしてであった。また、この場合のように、大名家にいまだ仕える旧家臣達の能力をあてにもしている。
上杉の県令としての態度は精励そのもので、池田も敬服し、沖縄県政の改革に熱意を傾ける。上杉は地方視察には熱心に質問を続け、直接住民の家を訪ねて聞き取りを行い、休日も休まず那覇裁判所の法律刑法勉強会に参加した。また、鍋島直彬前県令には県政の教えを乞い、県令離任後も在職中の県政報告書を送っている。縁戚の浅野長勲から、開拓使官有物払下げ事件で荒れる政局の収拾に助力を求められるなど、旧諸侯からの人望が厚かった。
明治の政治家に求められた個人的な実務能力の持ち主ではなく、その徳と見識で、部下が全力を発揮できる環境を整える、江戸時代的名君であったといえる。
明治16年（1883年）、元老院議官となる。同17年（1884年）、華族令施行により伯爵となった。明治23年（1890年）元老院廃止、10月20日、錦鶏間祗候となる。
明治29年（1896年）に米沢に移住し、養蚕製糸織物の改良に尽力した。米沢や沖縄での投資や奨学金に私財を惜しまず充てたため、家計は潤沢とはいえなかった。宮中での参賀や観桜会には妻を伴う儀礼ではあっても、婦人用大礼服は大変に高額な上に会費・交際費も負担が重く招待を断り続けていた。多年の欠礼を省みてついに明治35年（1902年）の新年参内に併せ、妻に礼装をしつらえさせると、日本橋白木屋洋服店の領収書に1028円81銭とあり、同家服飾費の2年半分を費やした。妻の兼は終生これ1着で済ましている。
大正8年（1919年）4月18日、薨去した。享年76。法号は憲徳院殿権大僧都法印敬心。

## 年譜
- 弘化3年（1846年）5月7日 - 世継ぎとなる。
- 安政4年（1857年）11月15日 - 諱を憲章とする。
- 万延元年（1860年）
  - 2月18日 - 喜平次を称す。
  - 9月30日 - 将軍徳川家茂と初めて対面。
  - 10月23日 - 元服し、江戸幕府第14代将軍徳川家茂の諱一字を賜わり、茂憲と名乗る。
- 慶応4年（1868年）8月3日 - 解官。改元して明治元年12月7日、家督相続をするが、4万石減封。
- 明治2年（1869年）
  - 6月18日 - 米沢藩知事就任。
  - 6月24日 - 従四位下侍従兼式部大輔の官位を復す。
- 明治4年（1871年）7月14日 - 廃藩置県により、米沢藩知事免官。
- 明治5年（1872年）
  - 1月26日 - 英国留学のため、横浜出航。
  - 3月23日 - ロンドンに到着。
- 明治6年（1873年）12月29日 - 帰国。
- 明治9年（1876年）
  - 3月11日 - 明治政府の二等弁事に任官。
  - 5月25日 - 一等弁事に昇進。
  - 5月27日 - 宮内省第二部長に転ず。
  - 12月31日 - 宮内省第四部長に異動。
- 明治10年（1877年）12月28日 - 宮内省五等官に准ず。
- 明治14年（1881年）
  - 5月18日 - 沖縄県令兼判事に異動。
  - 6月14日～16日 - 横浜より名古屋丸に乗船、16日夜半神戸到着。
  - 6月18日～25日 - 神戸より黄龍丸に乗船、鹿児島、奄美大島経由、25日那覇到着。
  - 6月29日 - 事務引継終了。
  - 11月8日～12月3日 - 沖縄本島全35間切を視察。
- 明治15年（1882年）
  - 1月25日 - 判事免官。
  - 3月11日 - 上京。
  - 4月27日 - 侯爵・尚泰邸訪問。
  - 5月6日 - 内務・大蔵省宛『沖縄県上申』提出。
  - 5月31日 - 再度意見書提出、即日却下さる。
  - 7月5日 - 帰沖。妻の兼、憲章、重を同伴。政府視察官として尾崎三良同行。
  - 8月17日～8月30日 - 久米島、粟国島、宮古島、石垣島を視察（尾崎も同行）。
- 明治16年（1883年）
  - 4月22日 - 沖縄県令を免じ、元老院議官に異動。
  - 5月17日 - 離沖。
- 明治17年（1884年）7月7日 - 伯爵を授爵[10]。
- 明治20年（1887年）12月26日 - 正四位に昇叙。
- 明治22年（1889年）
  - 5月20日 - 従三位に昇叙。
  - 11月25日 - 元老院議官[15]
- 明治23年（1890年）
  - 7月10日 - 貴族院議員に当選。
  - 10月20日 - 錦鶏間祗候[12]。
- 明治30年（1897年）7月10日 - 貴族院議員再選。
- 明治31年（1898年）6月20日 - 正三位に昇叙。
- 明治40年（1907年）7月2日 - 従二位に昇叙。
- 大正6年（1917年）7月10日 - 正二位に昇叙。
- 大正8年（1919年）4月18日 - 勲二等に叙勲。同日死去[14]。

## 栄典
- 明治17年（1884年）7月7日 - 伯爵[10]
- 明治20年（1887年）12月26日 - 正四位[16]
- 明治22年（1889年）11月25日 - 大日本帝国憲法発布記念章 [17]
- 明治23年（1890年）6月30日 - 勲三等瑞宝章 [15]

## 墓所

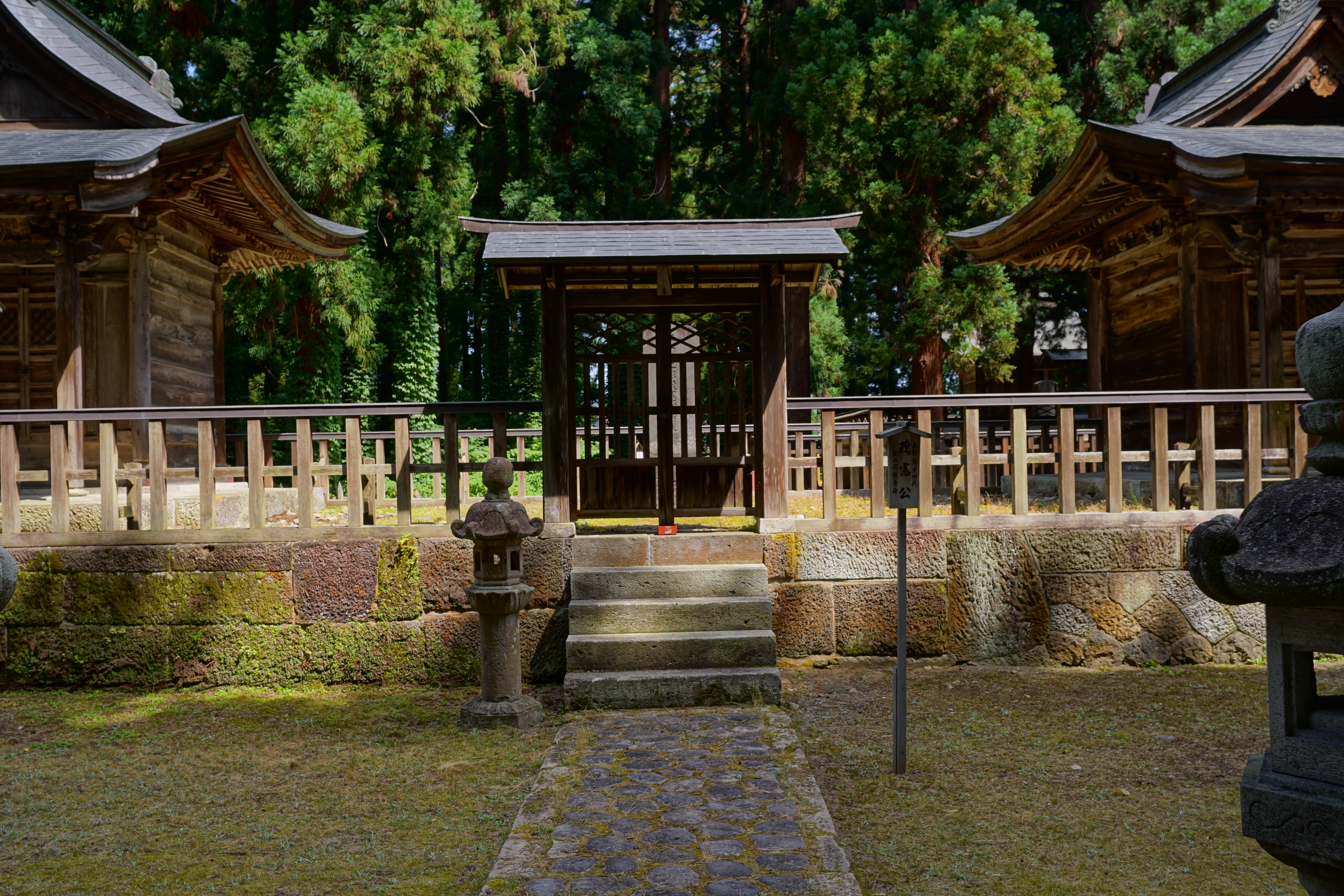
上杉家廟所にある茂憲の碑

墓所は東京都港区白金の興禅寺。歴代の米沢藩主は米沢市の上杉家廟所（国の史跡）に祀られていたが、明治以降に死去した斉憲からは前記の東京に墓所がある。しかし茂憲のみは沖縄県民有志により、歴代藩主廟に並んで記念碑が建立されている。

## 親族

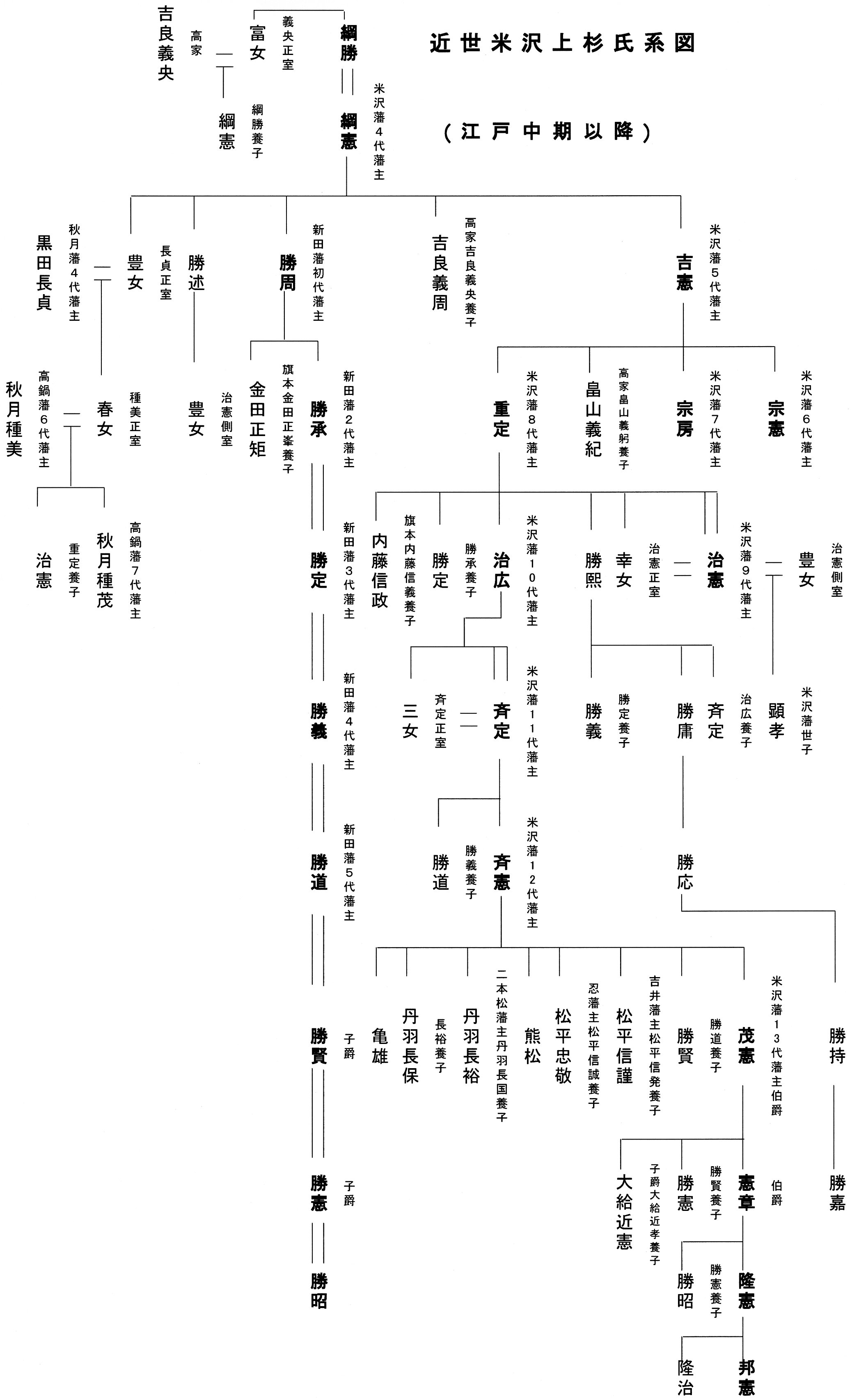
上杉家系図

前半生は家族に恵まれなかったが、兼とは明治8年（1875年）、兼が16歳の時に結婚し、3男6女を儲け、終生添い遂げた。
- 最初の妻：幸（松平氏）
  - 武千代（夭折）
  - 捨丸（夭折）
- 2番目の妻：猶（竹俣氏）
  - 錦（夭折）
- 3番目の妻：敏（松平氏）
- 4番目の妻：兼（伊藤氏）
  - 憲章 - 茂憲嗣子
  - 覚 - 男爵池田勝吉妻（備前国岡山藩主家分家）
  - 重 - 子爵高辻宜麿妻（半家高辻家）
  - 琉 - 子爵松平直幹妻（越後国糸魚川藩主家）
  - 勝憲 - 子爵上杉勝賢養嗣子（米沢新田藩主家）
  - 久 - 伯爵亀井茲常妻（石見国津和野藩主家）
  - 直 - 左右田喜一郎妻
  - 朝憲 - 子爵大給近孝[18]の長女・カ都子と結婚して養嗣子（旧豊後府内藩主家）となり、子爵大給近憲となる。
  - 大 - 男爵林安妻（林権助嗣子）
- 兼のあとに、1878年5月14日に大鳥圭介の娘ひなと結婚し、のちに離婚したとする資料もある[19]。